# Hydaticus dineutoides
Hydaticus dineutoides är en skalbaggsart som beskrevs av Sharp 1882. Hydaticus dineutoides ingår i släktet Hydaticus och familjen dykare. Inga underarter finns listade i Catalogue of Life.